# Zaberfeld
Zaberfeld település Németországban, azon belül Baden-Württembergben. Lakosainak száma 4248 fő (2023. december 31.). Zaberfeld Sachsenheim, Pfaffenhofen és Eppingen községekkel határos.

## Népesség
A település népessége az elmúlt években az alábbi módon változott:
| Lakosok száma | 2547 | 2755 | 2906 | 2905 | 2878 | 3534 | 3850 | 3978 | 3912 | 4248 |
|               | 1961 | 1967 | 1974 | 1980 | 1987 | 1993 | 2000 | 2006 | 2013 | 2023 |